# Kong Christian den X's Bro
Kong Christian den X's Bro er en 331 meter lang og 12,6 meter bred kombineret bue- og klapbro over den sydlige del af Als Sund i Sønderborg, der forbinder Jylland med Als. Broen er blandt af de ældste større danske vejbroer, og blev projekteret af Anker Engelund og bygget af firmaet Monberg & Thorsen, København og Allerup nye maskinfabrik, Odense.
Størst tilladte dybgang ved passage af broen er 6,5 meter. Den frie gennemsejlingshøjde (uden broåbning) er på 5 m, mens  gennemsejlingsbredden er 30 meter.
- Længde: 331 m
- Bredde: 12,6 m
- Gennemsejlingshøjde: 5 m,
- Gennemsejlingsbredde: 30 m
- Byggeperiode: 1925 – 1930
- Indvielsesdato: 7. oktober 1930
- Bilspor: 2
- Togspor: ingen
- Cykelstier: 2
- Fortove: 1

## Historie
Als blev første gang landfast med Sønderjylland, da man i 1856 åbnede pontonbroen Frederik VII's Bro over Alssund. Broen blev navngivet efter daværende Kong Frederik 7. Da Sønderjylland hørte under Preussen, eksisterede der planer om at erstatte forbindelsen med en ny bro. 1901 fik Sønderborg jernbaneforbindelse med Tinglev og dermed den østjyske længdebane. Efter Genforeningen i 1920 udvandrede en del tyskere, og befolkningstallet faldt igen fra cirka 10.000 før 1. verdenskrig til 8.500 i 1921. Havnen og vejnettet blev dog udbygget, og Kong Christian X's Bro afløste den gamle pontonbro som havde meget vanskelige gennemsejlingsforhold.
Efter Genforeningen i 1920 var Sønderjylland forsømt rent økonomisk. Dette førte til at staten iværksatte en række større arbejder – herunder bl.a. anlæg af en jernbaneforbindelse ud til Als. Det blev derfor besluttet at bygge en ny jernbane- og vejbro. Udgifterne til anlæggelsen deltes mellem staten, Sønderborg Amt og byen. I alt kostede det 2,85 mio. DKK (modsvarende ca. 97 mio. DKK i 2010) at bygge broen.
I 1923 fremsatte daværende minister for offentlige arbejder Marius Abel Nielsen Slebsager, et forslag til en bro over Alssund, der året efter blev vedtaget i Rigsdagen. I 1925 blev byggeriet påbegyndt.
Den 7. oktober 1930 indviede Christian 10. broen, som blev opkaldt efter ham selv. Til åbningen af broen havde generaldirektoratet for statsbanerne inviteret en række personligheder fra byen, egnen og fra hovedstaden. Efter den officielle åbning om formiddagen fik borgerne mulighed for at gå over broen. Derefter gik broklapperne op og færgen "Mommark" (1922-1965) og andre skibe tilhørende Sønderborg Dampskibsselskab sejlede gennem sejlåbningen. Broen blev således dermed indviet både til lands og til vands.
Om aftenen var der folkefest i Sønderborg by med 175 fakkelbærere, forskellige grupper og orkestre der udgik fra slotspladsen. Der blev afsluttet på Kirketorvet, hvor faklerne blev kastet på et bål, og hvor amtmand Lundbye og borgmester Jacobsen holdt båltalerne.
Broen var oprindeligt både vej- og jernbanebro. Jernbanen til Mommark passerede over broen og gennem Sønderborgs bymidte til Mommark. Imidlertid blev passagertrafikken på Mommark-banen nedlagt i 1962, men godstrafikken blev opretholdt frem til 1998, hvor man kørte til Solofabrikken der producerede margarine.
Inden Alssundbroen blev åbnet i 1981, var Kong Christian den X's Bro den eneste broforbindelse over Als Sund. Dette gav i perioder anledning til trafikale problemer, hvilket førte til byggeriet af den ekstra forbindelse mellem Sundeved og Als.
Se også: Frederik VII's Bro

## Galleri
- Set fra pladsen foran Sankt Marie Kirke
- Set fra nordvest
- Broklapperne er oppe
- Navnetræk
- Den nederste del af broen, fotograferet ved højvande den 02-01 2019
- Klapbroen på Kong Christian den X's Bro åbner for at lade ventende skibe og både passere